# Élection pontificale de 1153
L'élection pontificale de 1153 se déroule le 12 juillet 1153, juste après la mort du pape Eugène III et aboutit à  l'élection du cardinal Corrado della Suburra qui devient le pape Anastase IV.

## Élection d'Anastase IV
Le pape Eugène III meurt le 8 juillet 1153, à Tivoli. Le 12 juillet, les cardinaux vont élire son successeur, le cardinal Corrado Demetri della Suburra, évêque de Sabine et doyen du collège des cardinaux, âgé de 80 ans. Il prend le nom d'Anastase IV et est couronné le même jour, probablement à Rome,.

## Sources
- (en) Cet article est partiellement ou en totalité issu de l’article de Wikipédia en anglais intitulé « Papal election, 1153 » (voir la liste des auteurs).
- (en) Sede Vacante de 1153 - Université de Nothridge - État de Californie - John Paul Adams - 28 juin 2014